# Cloroplasto

Estructura de un cloroplasto.

Los cloroplastos son los orgánulos celulares que, en los organismos eucariotas fotosintetizadores, se encargan de realizar la fotosíntesis. Están limitados por una envoltura formada por las dos membranas concéntricas y contienen muchas vesículas, los tilacoides, donde se encuentran organizados los pigmentos y demás moléculas que convierten la energía lumínica en energía química, como la clorofila.
El término cloroplastos sirve alternativamente para designar a cualquier plasto dedicado a la fotosíntesis, o específicamente a los plastos verdes propios de las algas verdes y las plantas. Aunque el reciente descubrimiento adiciona a más individuos en la lista, como lo es en el caso de Elysia chlorotica, que al digerir al alga Vaucheria litorea, adquiere los cloroplastos a sus tejidos, y gracias a esto, puede realizarse la fotosíntesis. 

## Estructura

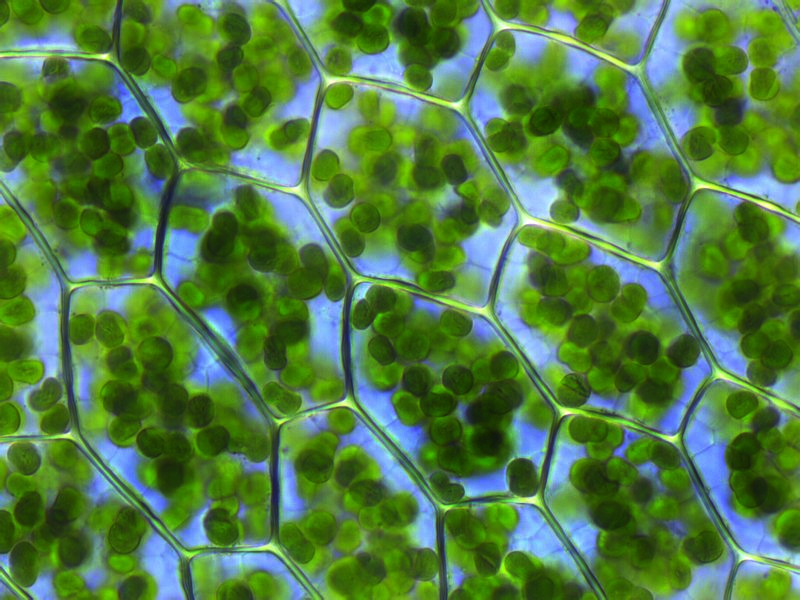
Células vegetales en las que son visibles los cloroplastos.

El cloroplasto está rodeado de dos membranas, con una estructura continua que delimita completamente el cloroplasto. Entre ambas queda un espacio intermembranario llamado a veces indebidamente espacio periplastidial. La membrana externa es muy permeable gracias a la presencia de porinas, en mayor medida que la membrana interna, que contiene proteínas específicas para el transporte. 
La cavidad interna llamada estroma, en la que se llevan a cabo reacciones de fijación de CO2, contiene ADN circular bicatenario, ribosomas (de tipo 70S, como los bacterianos), gránulos de almidón, lípidos y otras sustancias. 
También hay una serie de sáculos delimitados por una membrana llamados tilacoides, que en los cloroplastos de las plantas terrestres se organizan en apilamientos llamados grana (plural de granum, grano). Las membranas de los tilacoides contienen sustancias como los pigmentos fotosintéticos (clorofila, carotenoides, xantófilas), diversos lípidos, proteínas de la cadena de transporte de electrones fotosintética y enzimas, como la ATP sintasa.
Al observar la estructura del cloroplasto y compararlo con la mitocondria, se observa que ésta tiene dos sistemas de membrana, delimitando un compartimento interno (matriz) y otro externo, el espacio perimitocondrial, mientras que el cloroplasto tiene tres membranas que forman tres compartimentos: el espacio intermembranario, el estroma y el espacio intratilacoidal.

### Plastoglóbulos
Como parte de la estructura del cloroplasto, también se pueden encontrar plastoglóbulos, que se desprenden de los tilacoides y están rodeados de una membrana similar a la de los tilacoides, y en su interior son gotas compuestas por moléculas orgánicas entre las que preponderan ciertos lípidos. La función de las moléculas de los plastoglóbulos todavía se está estudiando.

## Funciones

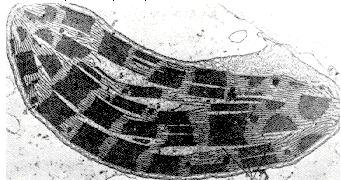
Cloroplasto obtenido mediante microscopía electrónica.

El cloroplasto es el orgánulo donde se realiza la fotosíntesis en las células eucariotas vegetales. El conjunto de reacciones de la fotosíntesis es realizada gracias a todo un complejo de moléculas presentes en el cloroplasto, una en particular, presente en la membrana de los tilacoides, es la responsable de tomar la energía del Sol, es llamada clorofila.
Existen dos fases, que se desarrollan en compartimentos distintos:
- Fase luminosa: Se realiza en la membrana celular de los tilacoides, donde se halla la cadena de transporte de electrones y la ATP sintasa responsables de la conversión de la energía lumínica en energía química (ATP) y de la generación poder reductor (NADPH+).
- Fase oscura: Se produce en el estroma, donde se halla el enzima RuBisCO, responsable de la fijación del CO2 mediante el ciclo de Calvin.

La división de contenido de la célula en varios compartimentos representa un desafío de organización en cuanto a tráfico de proteínas. El tráfico de proteínas en una célula eucariota está regulado por:
1.    Señales de clasificación (péptido señal de proteínas secretadas con el grupo manosa-fosfato de enzimas lisosómicas)
2.    Receptores que reconocen estas señales y trasladan a las proteínas que las contienen a los compartimientos apropiados.
Cuatro principales organelos de la célula (mitocondria, peroxisomas, núcleo y cloroplasto), importan proteínas a través de una o varias membranas limitantes externas. Por ejemplo: en el retículo endoplasmático rugoso, las proteínas que importan estos organelos contienen secuencias de aminoácidos que sirven como "domicilios" que reconocen los receptores en la membrana externa del organelo.
A diferencia del Retículo endoplasmático rugoso que casi importa sus proteínas al mismo tiempo de la traducción, las proteínas de estos otros organelos se importan después de la traducción, es decir, después de completar la síntesis en los ribosomas libres en el citosol. 
Los cloroplastos poseen los siguientes subcompartimentos a los que pueden llegar las proteínas:
1) Membranas de envoltura interna y externa
2)  Espacio intermembranoso
3)  Estroma
4)  Membrana tilacoidal
5)  Luz tilacoide
Los mecanismos de importación del cloroplasto son muy similares a los de la mitocondria, aunque sus translocaciones evolucionaron de manera independiente.
Como sucede en la mitocondria:
1. La gran mayoría de las proteínas de los cloroplastos se importan en el citosol.
2. Las membranas de la envoltura externa e interna contienen diferentes complejos de translocación (TOC y TIC) que funcionan juntos durante la importación.
3. Las moléculas chaperonas ayudan a desplegar los polipéptidos en el citosol y plegar las proteínas en el cloroplasto.
4. Las proteínas destinadas al cloroplasto se sintetizan con una secuencia terminal N removible (péptido de tránsito).
El péptido de tránsito además de dirigir al polipéptido también le proporciona un “domicilio” que lo localiza al polipéptido en uno de los varios compartimentos dentro del organelo. Todas las proteínas que pasan por la envoltura del cloroplasto tienen un dominio de dirección estromal como parte de su péptido de tránsito que garantiza que el polipéptido entre al estroma. Una vez en el estroma, se retira al dominio de la directriz del estroma mediante una peptidasa procesadora que se encuentra en ese compartimento. Los polipéptidos que pertenecen a la membrana tilacoidal a la luz del tilacoide poseen un segmento adicional en el polipéptido de tránsito, el dominio de transferencia del tilacoide que determina su entrada al tilacoide.
Se han identificado distintas vías y a través de ellas las proteínas se insertan en la membrana tilacoidal o se trasladan a la luz del tilacoide.
Muchas de las proteínas que residen dentro de la membrana tilacoidal se codifican en genes del cloroplasto y se sintetizan en ribosomas unidos a la membrana del cloroplasto.

## Pigmentos

Un cromóforo es un material que absorbe la luz de ciertos colores, reflejando la luz de otros. La luz absorbida por los cromóforos de la membrana tilacoide de los cloroplastos es utilizada como fuente de energía que impulsa la fotosíntesis.

La clorofila a es un cromóforo presente en todos los cloroplastos (y en las cianobacterias de las que se originaron). Las moléculas capaces de absorber luz de algunos colores y reflejar luz de otros se llaman cromóforos, en plantas, los cromóforos están unidos a otras moléculas (proteínas) que les modifican un poco el color de luz absorbido, al complejo formado por cromóforo + proteína se lo llama pigmento, a los fines de este texto trataremos a los cromóforos con el nombre de "pigmentos"). La clorofila a absorbe luz de colores rojo y azul, reflejando principalmente el verde (de la luz visible). Pero no es el único pigmento, en la membrana de los tilacoides se encuentran diferentes pigmentos que absorben luz de algunos colores con el fin último de impulsar la fotosíntesis. De aquellos, los que no son clorofila a se llaman pigmentos accesorios. Los pigmentos accesorios permiten captar la energía de la luz de colores diferentes de los captados por la clorofila a. Por ejemplo, se han presentado pequeñas variaciones en la estructura química de la clorofila a debidas a la evolución, estas variaciones son pigmentos accesorios llamados clorofila b, clorofila c1, etc., y captan luz de colores ligeramente diferentes de los que capta la clorofila a, reflejando siempre, principalmente, en la gama del verde. Las demás clorofilas no se encuentran en todos los eucariotas fotosintéticos sino en algunos grupos cuyo cloroplasto desciende de un ancestro común, y comparten casi la vía biosintética con la clorofila a, con un pequeño cambio en la vía que da una clorofila diferente. Hay otros pigmentos accesorios, que no necesariamente se sintetizan por las mismas vías que las clorofilas y por lo tanto su estructura química no es similar a la de ellas, que absorben luz de otros colores, y pueden presentar también sus variaciones debidas a la evolución. Son pigmentos accesorios muy comunes, por ejemplo, los diferentes carotenoides (que captan luz de las gamas verde-azuladas, y reflejan la luz roja, naranja y amarilla). En la membrana de los tilacoides, en cada complejo que realiza fotosíntesis solo un par de moléculas de clorofila a (un dímero) son las responsables de impulsar el proceso de fotosíntesis, el resto de la clorofila a y de los pigmentos accesorios se encuentra alrededor de ese par formando "complejos  antena" que captan, de la luz que les llega, los colores que les están permitidos, y le transfieren esa energía al par central. Luego transcurre la fotosíntesis por la fase lumínica y luego la fase oscura.
Cada pigmento le da un color diferente a la planta, y a veces llegan a enmascarar el color verde que refleja la clorofila a, siempre presente. Por ejemplo las "algas verdes" tienen principalmente clorofilas, mientras que las algas pardas tienen además fucoxantina que les da su color característico. Debido a que hay hábitats donde la intensidad de luz es muy baja en los colores que capta la clorofila a y más alta en otros colores, los pigmentos accesorios permiten que la planta explore hábitats que de otra forma serían difíciles de alcanzar: así por ejemplo, como la luz azul es la que tiene la mayor penetración en el agua, las algas rojas, que contienen varios pigmentos que absorben los colores azulados (y reflejan los rojos), pueden permitirse vivir en el mar a mayores profundidades que las demás algas. En el mar, la concentración de pigmentos fotosintéticos (en particular de clorofila a) está relacionada con la densidad de algas, por lo que su estimación es muy utilizada para estimar la densidad de algas en relación con la profundidad y al área, y se utilizan técnicas de sensores satelitales (que pueden reconocer los colores absorbidos por los pigmentos) para este propósito.

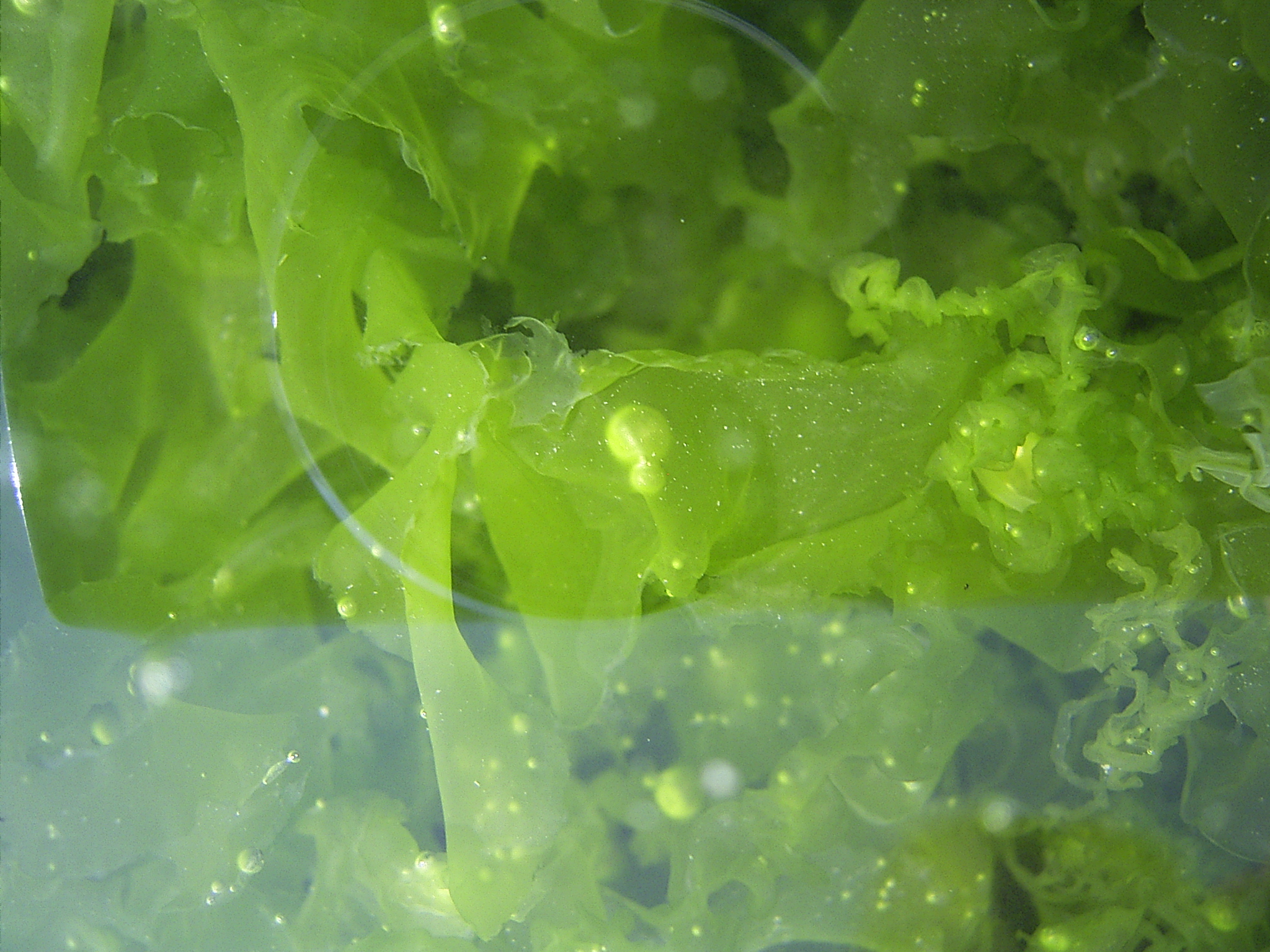
Alga verde. Su color es dado principalmente por las clorofilas que poseen en los tilacoides de sus cloroplastos.
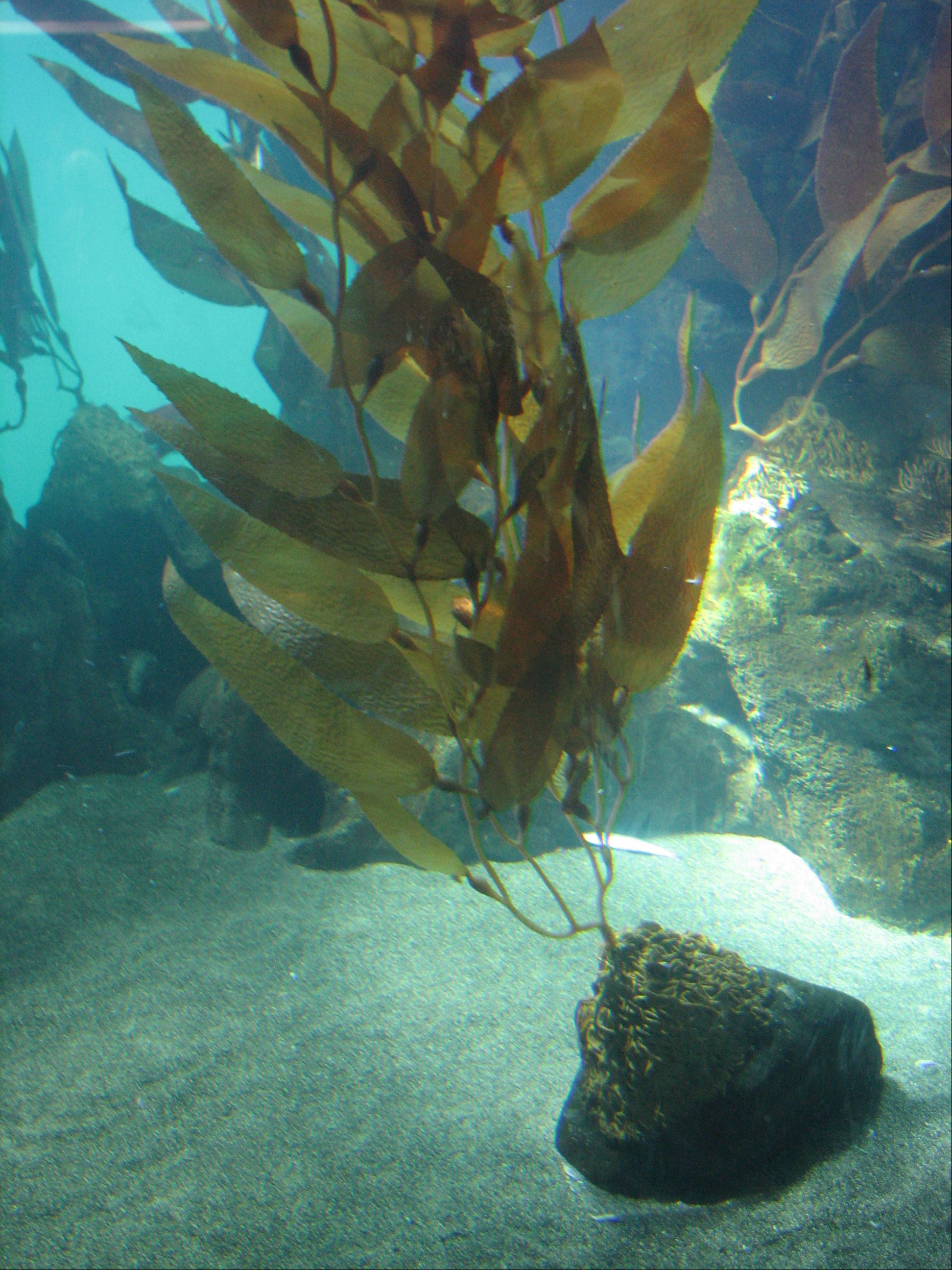
Alga parda. Su color es dado principalmente por el pigmento accesorio llamado fucoxantina, presente en sus cloroplastos.
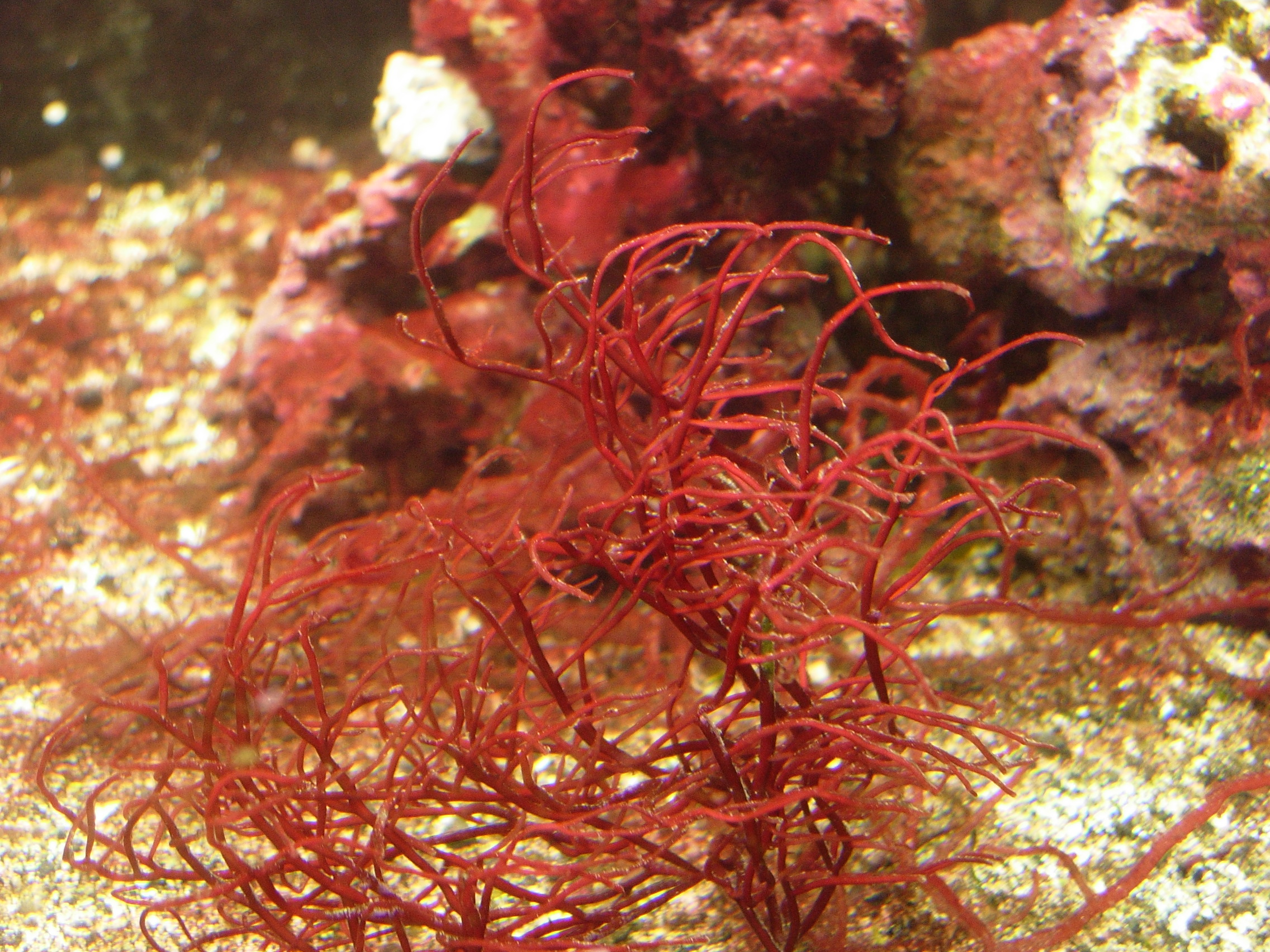
Alga roja. Su color es dado por varios pigmentos accesorios que captan principalmente los colores azulados.

## En animales

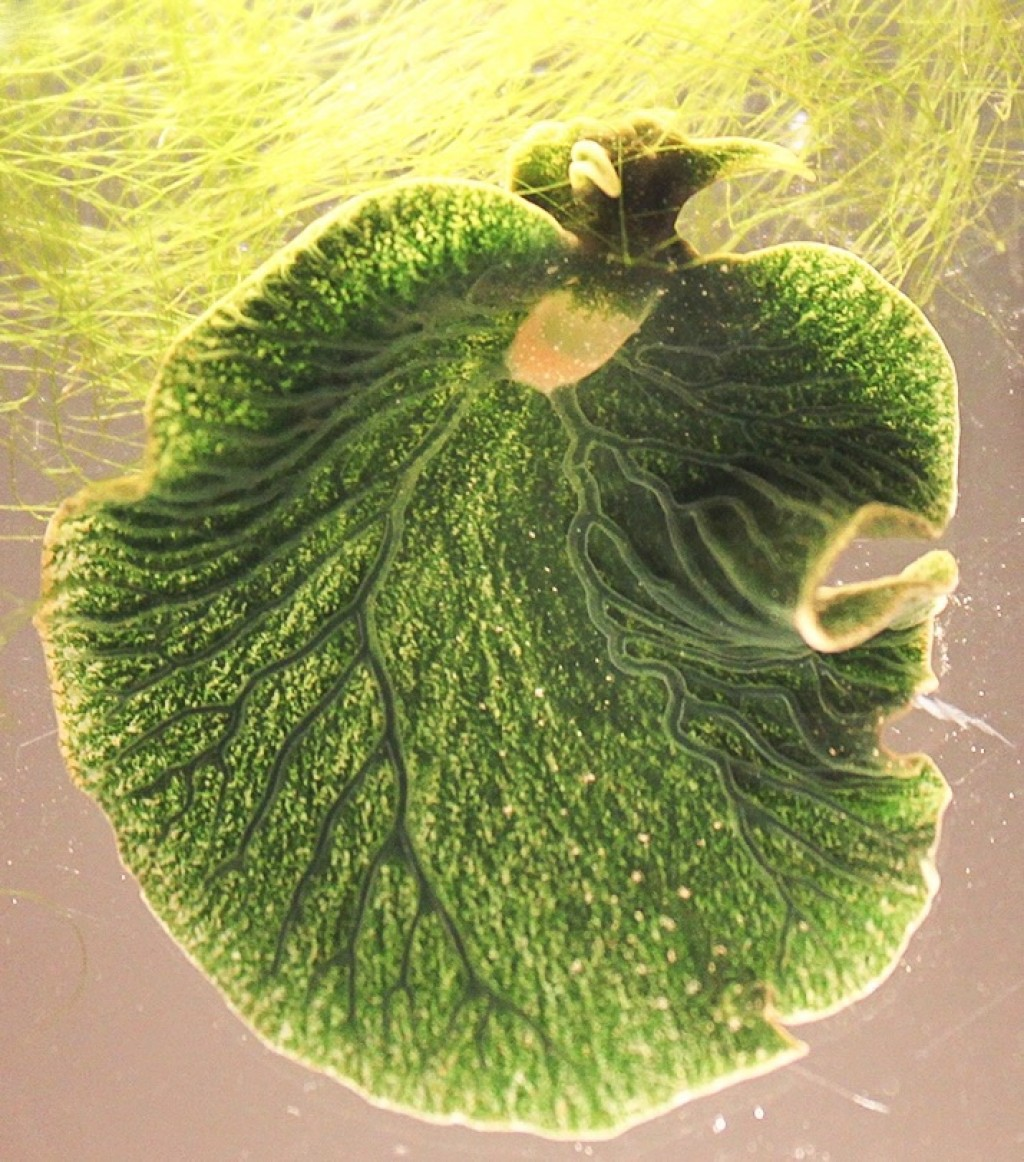
Elysia chlorotica se ve de color verde luego de haber adquirido la capacidad de realizar fotosíntesis.

Hay animales que pueden adquirir cloroplastos por un proceso diferente de la endosimbiosis y que no se heredan. Por un proceso llamado cleptoplastia los organismos heterótrofos consumen y retienen los cloroplastos de un organismo fotosintético. Por ejemplo, en el "caracol de mar" sarcoglosso Elysia chlorotica, que es el organismo donde más se estudió este suceso, los cloroplastos se consumen junto con las algas que forman parte del alimento del organismo, el resto del alga se degrada y los cloroplastos se secuestran (se mantienen dentro del citoplasma de las células que debían degradarlos, pasando a ser "cleptoplastos"), de esta manera forman parte de los tejidos del organismo que gana la habilidad de realizar fotosíntesis por un tiempo que puede llegar a ser de varios meses. La eficiencia de la fotosíntesis de estos cleptoplastos es tan alta que si la intensidad de luz es buena, estos moluscos no necesitan alimentarse. Las bases de la longevidad del cleptoplasto y la forma en que son integrados al metabolismo del hospedador son áreas de intensa investigación.

## Otros tipos de plastos

Tipos de plástidos, o plastos.

- Plasto
- Proplasto
- Etioplasto
- Cromoplasto
- Leucoplasto
- Amiloplasto
- Estatolito
- Oleoplasto
- Apicoplasto
- Gerontoplasto

## Origen
Los cloroplastos se originan por un proceso denominado simbiogénesis, en donde se produce la unión quimérica entre un huésped protista heterótrofo biflagelado, probablemente fagótrofo, y una bacteria fotosintética oxigénica endosimbionte, esto significa que el primer plasto desciende directamente de una cianobacteria. Esto pudo ser un evento único en la historia de la vida y daría un respaldo a la monofilia del clado Primoplantae (primera planta) o Archaeplastida (el antiguo plasto), además equivale al origen de la primera célula vegetal, cuyos cloroplastos son los ancestros de todos los plastos existentes, incluyendo aquellos de otros grupos como los cromistas, dinoflagelados y alveolados.
La filogenia de las cianobacterias aún no está consensuada. Una versión sobre las relaciones filogenéticas sobre la base de secuencias moleculares es la siguiente (grupos en comillas son parafiléticos):
|  | "Oscillatoriales"                                               |
|  |                                                                 |
|  | \| \| "Nostocales" \| \| \| \| \| \| Stigonematales \| \| \| \| |
|  |                                                                 |
|  | "Nostocales"                                                    |
|  |                                                                 |
|  | Stigonematales                                                  |
|  |                                                                 |

|  | "Nostocales"   |
|  |                |
|  | Stigonematales |
|  |                |

|  | "Oscillatoriales"                                               |
|  |                                                                 |
|  | \| \| "Nostocales" \| \| \| \| \| \| Stigonematales \| \| \| \| |
|  |                                                                 |
|  | "Nostocales"                                                    |
|  |                                                                 |
|  | Stigonematales                                                  |
|  |                                                                 |

|  | "Nostocales"   |
|  |                |
|  | Stigonematales |
|  |                |

|  | "Oscillatoriales"                                               |
|  |                                                                 |
|  | \| \| "Nostocales" \| \| \| \| \| \| Stigonematales \| \| \| \| |
|  |                                                                 |
|  | "Nostocales"                                                    |
|  |                                                                 |
|  | Stigonematales                                                  |
|  |                                                                 |

|  | "Nostocales"   |
|  |                |
|  | Stigonematales |
|  |                |

|  | "Oscillatoriales"                                               |
|  |                                                                 |
|  | \| \| "Nostocales" \| \| \| \| \| \| Stigonematales \| \| \| \| |
|  |                                                                 |
|  | "Nostocales"                                                    |
|  |                                                                 |
|  | Stigonematales                                                  |
|  |                                                                 |

|  | "Nostocales"   |
|  |                |
|  | Stigonematales |
|  |                |

|  | "Oscillatoriales"                                               |
|  |                                                                 |
|  | \| \| "Nostocales" \| \| \| \| \| \| Stigonematales \| \| \| \| |
|  |                                                                 |
|  | "Nostocales"                                                    |
|  |                                                                 |
|  | Stigonematales                                                  |
|  |                                                                 |

|  | "Nostocales"   |
|  |                |
|  | Stigonematales |
|  |                |

|  | "Oscillatoriales"                                               |
|  |                                                                 |
|  | \| \| "Nostocales" \| \| \| \| \| \| Stigonematales \| \| \| \| |
|  |                                                                 |
|  | "Nostocales"                                                    |
|  |                                                                 |
|  | Stigonematales                                                  |
|  |                                                                 |

|  | "Nostocales"   |
|  |                |
|  | Stigonematales |
|  |                |

|  | "Oscillatoriales"                                               |
|  |                                                                 |
|  | \| \| "Nostocales" \| \| \| \| \| \| Stigonematales \| \| \| \| |
|  |                                                                 |
|  | "Nostocales"                                                    |
|  |                                                                 |
|  | Stigonematales                                                  |
|  |                                                                 |

|  | "Nostocales"   |
|  |                |
|  | Stigonematales |
|  |                |

|  | "Oscillatoriales"                                               |
|  |                                                                 |
|  | \| \| "Nostocales" \| \| \| \| \| \| Stigonematales \| \| \| \| |
|  |                                                                 |
|  | "Nostocales"                                                    |
|  |                                                                 |
|  | Stigonematales                                                  |
|  |                                                                 |

|  | "Nostocales"   |
|  |                |
|  | Stigonematales |
|  |                |

|  | "Oscillatoriales"                                               |
|  |                                                                 |
|  | \| \| "Nostocales" \| \| \| \| \| \| Stigonematales \| \| \| \| |
|  |                                                                 |
|  | "Nostocales"                                                    |
|  |                                                                 |
|  | Stigonematales                                                  |
|  |                                                                 |

|  | "Nostocales"   |
|  |                |
|  | Stigonematales |
|  |                |

|  | "Oscillatoriales"                                               |
|  |                                                                 |
|  | \| \| "Nostocales" \| \| \| \| \| \| Stigonematales \| \| \| \| |
|  |                                                                 |
|  | "Nostocales"                                                    |
|  |                                                                 |
|  | Stigonematales                                                  |
|  |                                                                 |

|  | "Nostocales"   |
|  |                |
|  | Stigonematales |
|  |                |

|  | "Oscillatoriales"                                               |
|  |                                                                 |
|  | \| \| "Nostocales" \| \| \| \| \| \| Stigonematales \| \| \| \| |
|  |                                                                 |
|  | "Nostocales"                                                    |
|  |                                                                 |
|  | Stigonematales                                                  |
|  |                                                                 |

|  | "Nostocales"   |
|  |                |
|  | Stigonematales |
|  |                |

|  | "Oscillatoriales"                                               |
|  |                                                                 |
|  | \| \| "Nostocales" \| \| \| \| \| \| Stigonematales \| \| \| \| |
|  |                                                                 |
|  | "Nostocales"                                                    |
|  |                                                                 |
|  | Stigonematales                                                  |
|  |                                                                 |

|  | "Nostocales"   |
|  |                |
|  | Stigonematales |
|  |                |

|  | "Oscillatoriales"                                               |
|  |                                                                 |
|  | \| \| "Nostocales" \| \| \| \| \| \| Stigonematales \| \| \| \| |
|  |                                                                 |
|  | "Nostocales"                                                    |
|  |                                                                 |
|  | Stigonematales                                                  |
|  |                                                                 |

|  | "Nostocales"   |
|  |                |
|  | Stigonematales |
|  |                |

|  | "Oscillatoriales"                                               |
|  |                                                                 |
|  | \| \| "Nostocales" \| \| \| \| \| \| Stigonematales \| \| \| \| |
|  |                                                                 |
|  | "Nostocales"                                                    |
|  |                                                                 |
|  | Stigonematales                                                  |
|  |                                                                 |

|  | "Nostocales"   |
|  |                |
|  | Stigonematales |
|  |                |

|  | "Oscillatoriales"                                               |
|  |                                                                 |
|  | \| \| "Nostocales" \| \| \| \| \| \| Stigonematales \| \| \| \| |
|  |                                                                 |
|  | "Nostocales"                                                    |
|  |                                                                 |
|  | Stigonematales                                                  |
|  |                                                                 |

|  | "Nostocales"   |
|  |                |
|  | Stigonematales |
|  |                |

|  | "Oscillatoriales"                                               |
|  |                                                                 |
|  | \| \| "Nostocales" \| \| \| \| \| \| Stigonematales \| \| \| \| |
|  |                                                                 |
|  | "Nostocales"                                                    |
|  |                                                                 |
|  | Stigonematales                                                  |
|  |                                                                 |

|  | "Nostocales"   |
|  |                |
|  | Stigonematales |
|  |                |

## Evolución y filogenia
La aparición de los cloroplastos parece ser un evento único, de tal manera que todos los tipos de plastos actuales, tanto de plantas como de todas las algas, descienden en última instancia del este primero cloroplasto (Archaeplastida) en un proceso denominado endosimbiosis primaria. Sin embargo, los plastos tienen una compleja historia evolutiva, con múltiples eventos endosimbióticos, originándose grupos de algas por endosimbiosis secundaria a partir de la simbiogénesis entre un protista biflagelado con un alga clorofita o rodofita, y eventos de endosimbiosis terciaria en varios dinoflagelados.
No hay consenso sobre el número de eventos endosimbióticos, ni las exactas relaciones filogenéticas entre todos los eucariontes fotosintéticos; pero en líneas generales las principales líneas evolutivas son las siguientes:
|  | Rhodophytina (algas rojas) |
|  | |
|  | \| \| Cryptophyta \| \| \| \| \| \| Haptophyta \| \| \| \| \| \| Ochrophyta (inc. algas pardas) \| \| \| \| \| \| Chromerida (Alveolata) \| \| \| \| |
|  | |
|  | Cryptophyta |
|  | |
|  | Haptophyta |
|  | |
|  | Ochrophyta (inc. algas pardas) |
|  | |
|  | Chromerida (Alveolata) |
|  | |

|  | Cryptophyta                    |
|  |                                |
|  | Haptophyta                     |
|  |                                |
|  | Ochrophyta (inc. algas pardas) |
|  |                                |
|  | Chromerida (Alveolata)         |
|  |                                |

|  | Rhodophytina (algas rojas) |
|  | |
|  | \| \| Cryptophyta \| \| \| \| \| \| Haptophyta \| \| \| \| \| \| Ochrophyta (inc. algas pardas) \| \| \| \| \| \| Chromerida (Alveolata) \| \| \| \| |
|  | |
|  | Cryptophyta |
|  | |
|  | Haptophyta |
|  | |
|  | Ochrophyta (inc. algas pardas) |
|  | |
|  | Chromerida (Alveolata) |
|  | |

|  | Cryptophyta                    |
|  |                                |
|  | Haptophyta                     |
|  |                                |
|  | Ochrophyta (inc. algas pardas) |
|  |                                |
|  | Chromerida (Alveolata)         |
|  |                                |

|  | Streptophyta (incluye las plantas terrestres)                                                     |
|  |                                                                                                   |
|  | \| \| "Chlorophyta" \| \| \| \| \| \| Euglenales \| \| \| \| \| \| Chlorarachniophyta \| \| \| \| |
|  |                                                                                                   |
|  | "Chlorophyta"                                                                                     |
|  |                                                                                                   |
|  | Euglenales                                                                                        |
|  |                                                                                                   |
|  | Chlorarachniophyta                                                                                |
|  |                                                                                                   |

|  | "Chlorophyta"      |
|  |                    |
|  | Euglenales         |
|  |                    |
|  | Chlorarachniophyta |
|  |                    |

|  | Rhodophytina (algas rojas) |
|  | |
|  | \| \| Cryptophyta \| \| \| \| \| \| Haptophyta \| \| \| \| \| \| Ochrophyta (inc. algas pardas) \| \| \| \| \| \| Chromerida (Alveolata) \| \| \| \| |
|  | |
|  | Cryptophyta |
|  | |
|  | Haptophyta |
|  | |
|  | Ochrophyta (inc. algas pardas) |
|  | |
|  | Chromerida (Alveolata) |
|  | |

|  | Cryptophyta                    |
|  |                                |
|  | Haptophyta                     |
|  |                                |
|  | Ochrophyta (inc. algas pardas) |
|  |                                |
|  | Chromerida (Alveolata)         |
|  |                                |

|  | Rhodophytina (algas rojas) |
|  | |
|  | \| \| Cryptophyta \| \| \| \| \| \| Haptophyta \| \| \| \| \| \| Ochrophyta (inc. algas pardas) \| \| \| \| \| \| Chromerida (Alveolata) \| \| \| \| |
|  | |
|  | Cryptophyta |
|  | |
|  | Haptophyta |
|  | |
|  | Ochrophyta (inc. algas pardas) |
|  | |
|  | Chromerida (Alveolata) |
|  | |

|  | Cryptophyta                    |
|  |                                |
|  | Haptophyta                     |
|  |                                |
|  | Ochrophyta (inc. algas pardas) |
|  |                                |
|  | Chromerida (Alveolata)         |
|  |                                |

|  | Streptophyta (incluye las plantas terrestres)                                                     |
|  |                                                                                                   |
|  | \| \| "Chlorophyta" \| \| \| \| \| \| Euglenales \| \| \| \| \| \| Chlorarachniophyta \| \| \| \| |
|  |                                                                                                   |
|  | "Chlorophyta"                                                                                     |
|  |                                                                                                   |
|  | Euglenales                                                                                        |
|  |                                                                                                   |
|  | Chlorarachniophyta                                                                                |
|  |                                                                                                   |

|  | "Chlorophyta"      |
|  |                    |
|  | Euglenales         |
|  |                    |
|  | Chlorarachniophyta |
|  |                    |

La endosimbiosis secundaria más importante ocurre con un alga roja relacionada con Rhodophytina y sus plastos suelen llamarse rodoplastos. Este proceso puede ser clave en el origen de las llamadas algas cromofitas (Chromalveolata y/o Chromista), aunque la relación entre subgrupos aún no está consensuada. En dinoflagelados hay varios casos de endosimbiosis terciaria, de tal forma que hay géneros que llevan plastos criptófitos, haptófitos, heterokontófitos o clorófitos. En euglénidos y cloraracniofitas se produjo una endosimbiosis secundaria con un alga clorofita.